# Hubert Sumlin
Hubert Sumlin, né le 16 novembre 1931 à Greenwood (Mississippi) et mort le 4 décembre 2011 à Wayne (New Jersey), est un guitariste et chanteur de blues américain, principalement connu, depuis 1955, comme guitariste de Howlin' Wolf. 

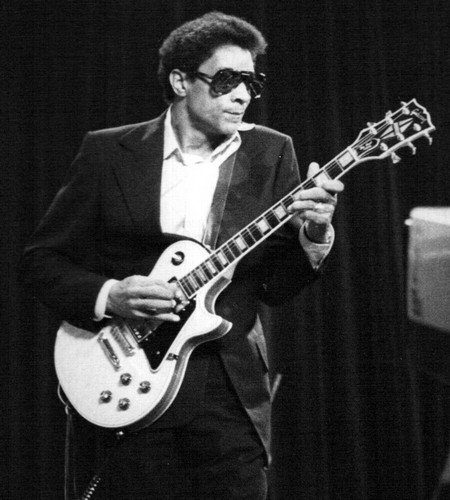
Hubert Sumlin en Suisse, en 1978

## Biographie
Hubert Sumlin naît le 16 novembre 1931 à Greenwood dans l'État du Mississippi dans une famille qui compte déjà douze enfants. La famille s'installe peu après dans la ville de Hughes dans l'Arkansas. Il reçoit sa première guitare à l'âge de sept ans et alors qu'il est encore adolescent, il commence à jouer régulièrement dans des juke joints et pour des soirées. Au début des années 1950, il forme un groupe avec James Cotton. En 1954, il est engagé par Howlin' Wolf. Les deux musiciens ne se quitteront pratiquement pas malgré des disputes. Sumlin joue un temps avec Muddy Waters mais revient vers Howlin' Wolf peu après.
Dans les années 1960, les jeunes groupes anglais comme les Rolling Stones, Cream, les Yardbirds etc., sont influencés par son style et, lorsque Howlin' Wolf part en Angleterre enregistrer un album avec Eric Clapton, Steve Winwood, Bill Wyman et Charlie Watts, Clapton insiste pour que Sumlin participe aussi à l'enregistrement de l'album London Sessions. Il est abattu par la mort de Howlin'Wolf en 1976 mais finalement il rejoint le groupe the Wolfgang qui réunit les anciens musiciens de Wolf sous la conduite du saxophoniste Eddie Shaw. Dans les années 1990, il préfère une carrière solo et enregistre plusieurs albums.
Il est classé soixante-cinquième guitariste de tous les temps par le magazine Rolling Stone et il a continué à jouer en concert jusqu'à sa mort, notamment aux côtés de Jimmie Vaughan et Robert Cray lors du dernier festival Crossroads en 2010. Il est cité comme une influence majeure par de nombreux artistes dont Eric Clapton, Keith Richards, Robbie Robertson, Stevie Ray Vaughan, Jimmy Page ou encore Jimi Hendrix.
Mick Jagger et Keith Richards payent les frais de son enterrement en raison de l'énorme influence qu'il a eu sur la musique des Rolling Stones.

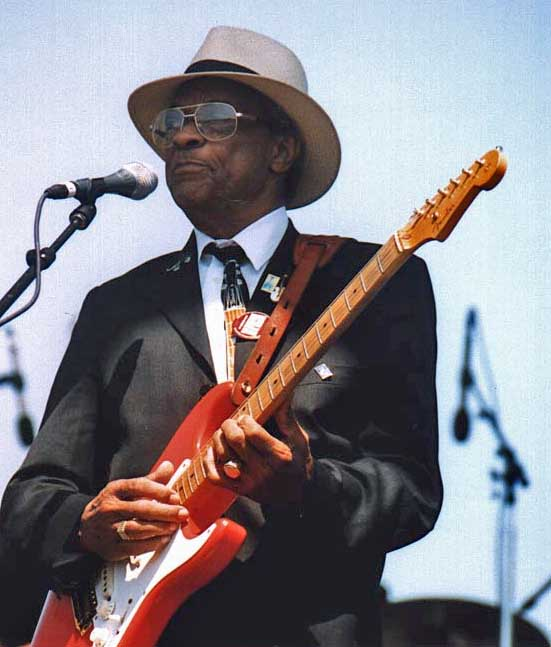
Hubert Sumlin au Long Beach Blues Festival, Californie, en 2003.

## Jeu de guitare
Hubert Sumlin joue sur une Gibson Les Paul ou une Gibson ES-335 et utilise des amplificateurs Fender.

## Discographie

### Albums
- 1964 – American Folk Blues; Amiga
- 1969 - Hubert' "AMERICAN" Blues; L + R Sc-4
- 1971 – Kings of Chicago Blues, Vol. 2; Vogue
- 1975 – My Guitar & Me; Evidence
- 1976 – Groove; Black & Blue
- 1980 - Blues Anytime!; L + R 42.013
- 1980 – Gamblin’ Woman; L + R
- 1987 – Hubert Sumlin’s Blues Party; Black Top
- 1989 – Heart & Soul; Blind Pig Records
- 1990 – Healing Feeling; Black Top
- 1994 – Blues Guitar Boss; JSP
- 1994 – Blues Anytime !; L+R
- 1994 – Made in Argentina 1993; Blues Special
- 1994 – I’m the Back Door Man; Blues Special
- 1996 – Blues Classics; Bellaphon
- 1998 – I know you; APO
- 1998 – Wake up Call; Blues Planet Records
- 1998 – Chicago Blues Session, Vol. 22  Hubert Sumlin et Billy Branch; Wolf
- 1998 – Legends: Pinetop Perkins & Hubert Sumlin; Telarc
- 2003 – About Them Shoes; Tone Cool
- 2007 – Treblemaker; V2 Records

### DVD
- 2005 The Blues Guitar of Hubert Sumlin
- 2007 Crossroads Guitar Festival
- 2010 Crossroads Guitar Festival, june 26, Chicago